# Cernotina taeniata
Cernotina taeniata är en nattsländeart som beskrevs av Ross 1952. Cernotina taeniata ingår i släktet Cernotina och familjen fångstnätnattsländor. Inga underarter finns listade i Catalogue of Life.